# Стрітбол

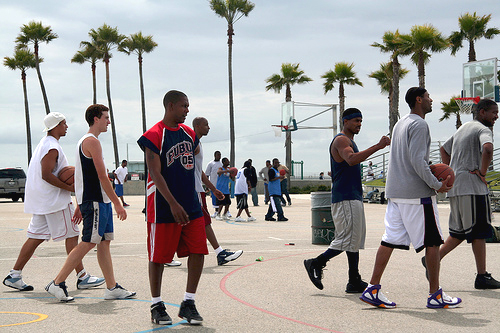
Гра в стрітбол на баскетбольних майданчиках Венеціанського пляжу, Лос-Анджелес, штат Каліфорнія, США.

Поле для баскетболу та стритболу

Стрітбо́л (англ. street ball) — спортивна командна гра з м'ячем, з'явилася у США в 1950-х роках у бідних міських кварталах. Від звичайного баскетболу відрізняється кількістю гравців — їх 3, і зоною гри у половину баскетбольного ігрового поля. Стрітбол походить від баскетболу, проте має деякі зміни у правилах. У гру грають 2 команди. Кількість гравців команди може змінюватись. Зазвичай в командах по 3 гравці (класичний стритбол).

## Особливості гри
Гра може відбуватись протягом домовленого часу або до моменту, коли одна з команд досягне домовленої кількості очок. Гра може проходити «на одне кільце» (при цьому команда перед забиванням м'яча в кільце мусить «вивести» його за триочкову лінію). Невіддільною частиною стрітболу, що вирізняє її від баскетболу, є заохочуване виконання трюків з м'ячем під час гри та різноманітних слем-данків (slam dunk). Іншою особливістю стрітболу є можливість «грубої» гри, тобто використання деяких силових прийомів та відволікальних маневрів для проходу до кільця суперника.

## В Україні
Стрітбол прийшов до України у 1995 році. З цього часу його розвитком займалась федерація баскетболу України. На базі ФБУ 22 травня 2006 року була створена ВГО «Федерація вуличного баскетболу України» (з 2013 р. зміна назви ВГО "Федерація баскетболу 3х3 України" або «ФБУ3х3») для його подальшого розвитку, популяризації в Україні та на міжнародному рівні. 22 травня 2006 року президентом Федерації обрано Віталія Письменника.

## Правила гри
Ігри проводяться за офіційними правилами баскетболу ФІБА для чоловіків і жінок з такими винятками:

### Розміри й устаткування
- Майданчик обмежений традиційною центральною лінією, себто є половиною традиційного баскетбольного майданчика з одним кошиком.
- Баскетбольні (стрітбольні) щит, кільце, опори.

### Судді
- Гру обслуговує один суддя.
- Суддя здійснює повний контроль над грою (як при традиційному суддівстві). Основні обов'язки судді:
  - проведення процедури жеребкування в ситуації «початок гри»:
  - визначення команди, що має право на володіння м'ячем, в ситуаціях, коли це потрібно;
  - ведення рахунку гри; відлік ігрового часу;
  - надання тайм-аутів і замін;
  - визначення ситуації «спірний м'яч»; фіксація всіх порушень (пробіжка, неправильне ведення, аут тощо), а також порушень.

### Команди та екіпірування гравців
- Команда складається з 3 гравців. Якщо команду представляють тільки три гравці, вони можуть починати гру. Якщо в команді залишається менше як три людини в ході гри, їй зараховується поразка.
- Капітаном може бути будь-який із 3 членів команди.
- Команда має право виступати на турнірі у власних одноколірних командних

футболках з нанесеними номерами. У разі відсутності у команди одноколірних футболок з номерами обов'язкове використання накидок, наданих організаторами.

### Ігрові положення
- Закинутий м'яч оцінюється:
  - 1 очко, якщо закинутий з гри з традиційної двоочкової зони;
  - 2 очки, якщо закинутий з гри з традиційної триочкової зони;
  - 1 очко, якщо це результативний штрафний кидок.

- Гра триває 15 або 10 хвилин, або ж до моменту, коли одна з команд набере 56 очків. У перші 40 хвилин відлічується чистий час (годинник зупиняється тільки у разі нанесення травми гравцю (якщо немає заміни) до з'ясування, чи можливо йому продовжувати гру — ця пауза не вважається тайм-аутом), а останні 2 хвилини — чистий час (годинник зупиняється у разі будь-якої неігрової ситуації).
- Команда, що починає гру, визначається жеребкуванням.
- Розіграш м'яча, після кожного забитого очка, здійснюється з-під кошика командою, яка програла очко.
- Заміни дозволені обом командам у будь-який момент, коли м'яч вийшов за межі ігрового поля, в тому числі після

порушення право на володіння м'ячем має команда суперників. Прохання про заміну
капітан команди висловлює судді.
- Кожна команда в перебігу гри має право узяти одну 30-секундну перерву. Тайм-аут

має право брати тільки команда, що атакує.
- У разі зміни командного контролю над м'ячем в процесі гри, команда, що одержала контроль над м'ячем, не має права атакувати кошик перш, ніж виведе м'яч в традиційну триочкову зону, перейшовши в стадію нападу.
- У ситуації «спірний м'яч» команда, якій надається право на володіння м'ячем, визначається таким чином: будь-який з гравців команди, яка останньою контролювала м'яч перед виникненням ситуації «спірний м'яч», здійснює кидок з будь-якого місця в традиційній триочковій зоні — якщо кидок точний, його команда отримує право на володіння м'ячем, якщо неточний, це право отримує команда-суперник.

### Порушення і фоли
- Правило 24 секунд не діє.
- Усі фоли оголошує суддя.
- Гравець, що зробив в одній грі 2 неспортивних або 2 технічних фоли, дискваліфіковується до кінця гри. Команда, два гравці якої одержали в одній грі по два неспортивних або технічних фоли, дискваліфікується до кінця турніру.
- Технічні і неспортивні порушення караються 2 штрафними кидками кожен, і м'яч залишається у команди, що виконала покарання.
- У разі бійки на майданчику команда-ініціатор або обидві команди, що беруть участь, можуть бути дискваліфіковані до кінця турніру по сумісному рішенню судді, що обслуговує гру й організаторів турніру.
- Гравець, який заробив чотири (4) порушення (персональних і\або технічних), повинен бути проінформований про це і негайно видалений з гри.
- Команда підлягає покаранню за командні порушення, коли їй записані три (3) командні фоли за період внаслідок персональних або технічних порушень, призначених будь-якому гравцю цієї команди.
- Команда карається наданням суперникам права на 2 штрафних кидки (виняток: у разі фолу при спробі триочкового кидки пробивається 3 штрафних), після чого гравці обох команд мають право брати участь у боротьбі за підбір. Штрафний кидок виконує гравець, проти якого був зроблений фол. У випадку, якщо штрафний кидок невдалий, команда, що виконувала кидок, мас право атакувати кошик відразу; команда-захисник повинна спочатку вивести м'яч в традиційну триочкову зону.
- У випадку, якщо в кінці гри команда, що програє, здійснює тактичне порушення, він повинен бути негайно зафіксований суддею, щоб не допустити можливості бійки. Якщо порушення відбувається на гравці, що контролює м'яч, він не фіксується як неспортивний, окрім випадків грубості, коли можлива травма; якщо порушення зроблене на гравці, що не контролює м'яч, це, як правило, неспортивний фол.
- Закінченням гри вважається: а) якщо одна з команд впродовж 15 хвилин ігрового часу набирає 21 очко;
  - рахунок 10 : 0 або розрив в рахунку 15 очок;
  - якщо після закінчення 15 хвилин ігрового часу рахунок зустрічі рівний, гра відбувається до першого забитого м'яча — отже, переможцем визначається команда-лідер.

### Доповнення
- При появі кровотечі у гравця суддя зобов'язаний вмить перервати гру і оголосити технічний тайм-аут. Гравець повинен негайно покинути майданчик і звернутися до лікаря. Якнайскоріше має провестись заміна.